# Caproni Ca.8
Caproni Ca.8 — восьмой самолёт, созданный Капрони, и первый моноплан, созданный в Италии.

## История создания
После семи не особо удачных бипланов, Джанни Капрони вместе с бергамским инженером Агостино Де Агостини создаёт проект моноплана, после чего Капрони работает в основном над монопланами. Самолёт создавался на основе Blériot XI. Это был лёгкий одноместный одномоторный самолёт. Фюзеляж состоял из деревянных решёток. Передняя часть самолёта, между двигателем и задней кромкой крыла, была покрыта холстом. Крыло было лишено элеронов и крен зависел от системы деформации крыла.

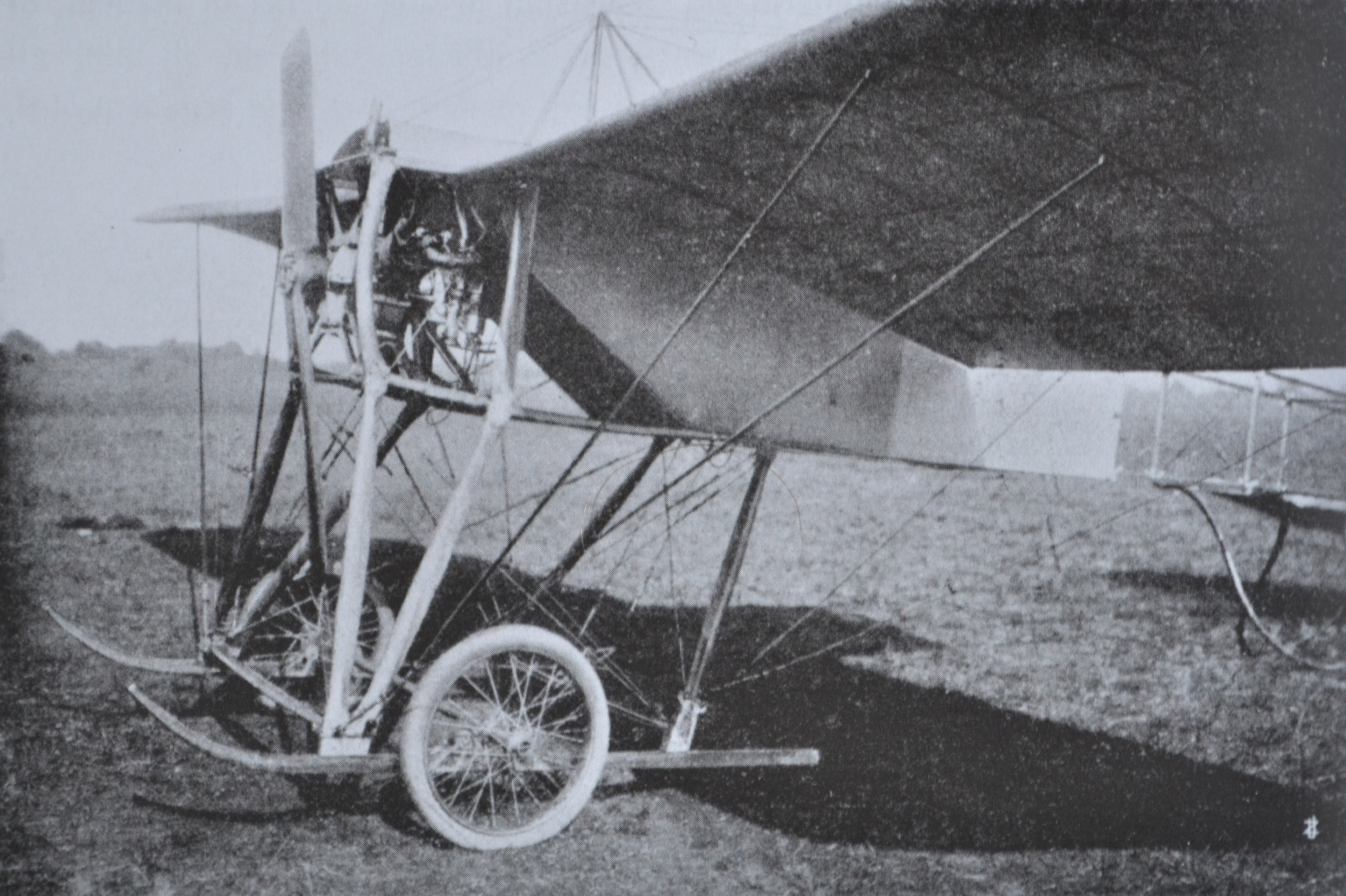
Вид спереди

Шасси состоит из пары колёс со спицами под передней частью самолёта, опорной конструкцией которых были деревянные коньки.

## История эксплуатации
Самолёт совершил первый полёт 13 июня 1911 года, после чего публичные выступления стали проводиться регулярно. Затем Ca.8 использовался в качестве учебного летательного аппарата, была основана лётная школа, в которой обучался Акашев Константин Васильевич - первый главком советской авиации.